# エクスポート・ジャパン
エクスポート・ジャパン株式会社（英: Export Japan Inc.）は、大阪府大阪市に本社を置き、日本国外向けのウェブマーケティングと多言語でのウェブサイト制作を専門にする日本の企業である。
「海外向け」と「インターネット」を切り口に事業展開を行う専門会社として2000年から活動を開始し、政府機関、地方自治体、多国籍企業、大手メーカーなどを顧客に持つ。
同社が関係しているジャパンガイドは、月間で約180万人が閲覧する日本最大級の訪日メディアとして知られている。
社員は、日本、フランス、アメリカ、中国、インドネシア、台湾、バングラデシュ、ブラジルなど多国籍のメンバーで構成され、東京にも事業所を展開している。

## 事業概要
- 英語、中国語（繁体・簡体）、韓国語などの外国語ウェブサイトの制作
- Google等を利用した各国向けのSEM、SEO
- 外国人向けのポータルサイト「ジャパンガイド」の運営（英語版に関しては日本国内の総代理店、繁体字中国語版に関しては運営主体）
- 英語・中国語等による記事のライティング
- 外国人目線でのWebサイトの企画・監修・コンサルティング

## 沿革
- 2000年4月 - インターネットに特化して、海外向けマーケティングを行う専門企業、エクスポート･トゥ･ジャパン･ドットコム株式会社として大阪市北区に設立（資本金：1,000万円）
- 2002年4月 - 首都圏の拠点として東京オフィスを開設。
- 2003年1月 - 社名をエクスポート・ジャパン株式会社へ変更。
- 2003年6月 - 大阪府内のものづくり企業を世界へPRする海外販路開拓サイトの運営を開始。本社を東大阪市へ移転。
- 2004年2月 - 大阪府より中小企業経営革新支援法の認定を受ける。
- 2007年6月 - 株式会社ジェイティービー他への第三者割当増資により資本金を6,177万円に増額。
- 2007年9月 - 中国湖南省長沙市に中国支社を設置。（現地社名：長沙日通商務服務有限公司）
- 2008年1月 - 本社を大阪市中央区に移転。
- 2012年10月 - 関係会社PIJINにおいてQR Translatorの事業を開始。
- 2021年5月 - 本社を大阪市中央区南船場に移転。